# Uddatåiga hovdjur
Uddatåiga hovdjur (Perissodactyla) är en ordning i klassen däggdjur. De kännetecknas av att deras extremiteters huvudaxel går ner genom den tredje tån, till skillnad från partåiga hovdjur där huvudaxeln går mellan tå tre och tå fyra. De tre nu levande familjerna hästdjur (Equidae), noshörningar (Rhinocerotidae) och tapirer (Tapiridae) omfattar tillsammans 17 till 19 arter (beroende på vilken auktoritet som tillfrågas). Att dessa djur, som i utseende är rätt olika varandra, är släkt upptäcktes under 1800-talet av zoologen Richard Owen, som även skapade begreppet uddatåiga hovdjur ("odd-toed ungulates"). Alla arter är växtätare. Ordningens utbredningsområde har minskat betydligt under de senaste 20 000 åren.

## Kännetecken

### Allmänt

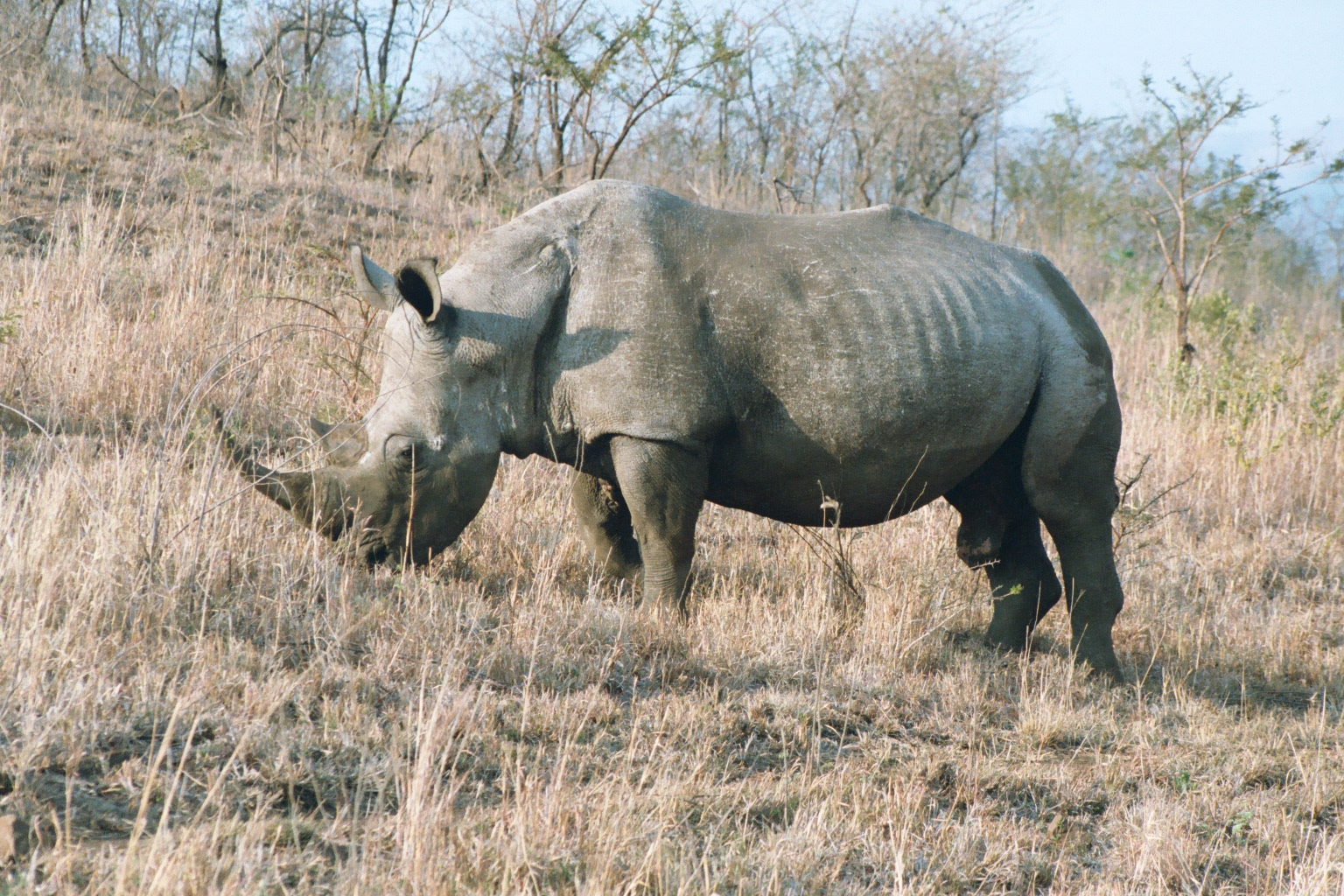
Trubbnoshörning är den största nu levande arten bland de uddatåiga hovdjuren.

På grund av de olika arternas anpassning till skilda levnadsområden finns stora skillnader i kroppsbyggnaden. Det finns dock gemensamma drag i uppbyggnaden av extremiteterna och tänderna. För alla levande, och de flesta utdöda, arter gäller att de är jämförelsevis stora. Noshörningar är efter elefanterna de näst största landlevande däggdjuren. Den utdöda arten Indricotherium, som var en noshörningsart utan horn som levde under oligocen, räknas som det största landlevande däggdjuret någonsin. Andra arter, som de utdöda hästdjuren i släktet Hyracotherium var, med en mankhöjd på 20 centimeter, betydligt mindre. Med undantag av framavlade dvärghästraser ligger kroppens längd på mellan 180 och 420 cm och vikten på mellan 150 och 3 500 kg. Medan noshörningar är utrustade med en tjock överhud och nästan helt saknar hår, har hästdjur och tapirer en kort och tät päls. De flesta arter är gråfärgade eller brunaktiga, men zebror har en teckning med flera svarta ränder och även unga tapirer är randigt tecknade.

### Extremiteter

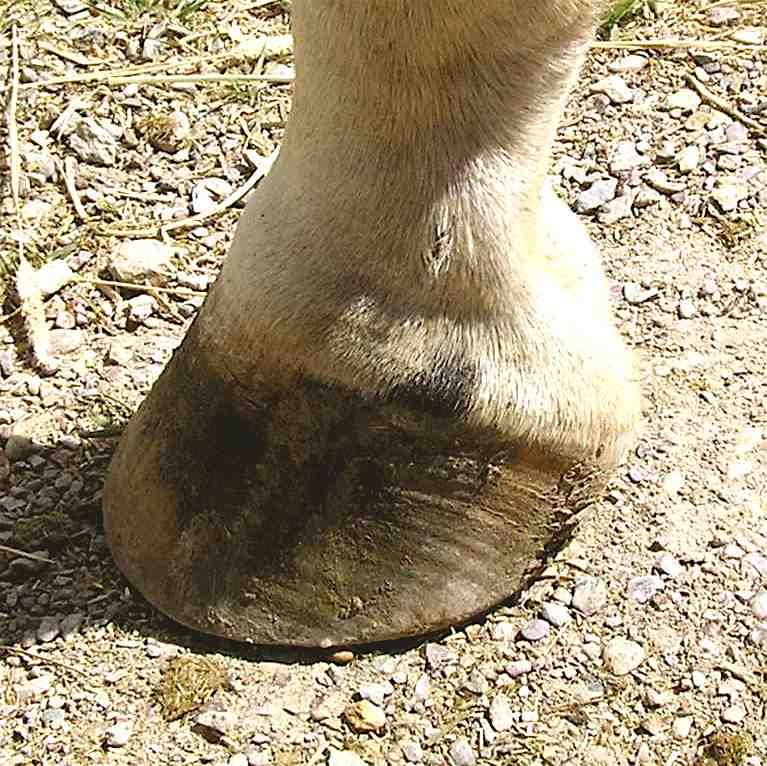
Närbild på hästens hov.

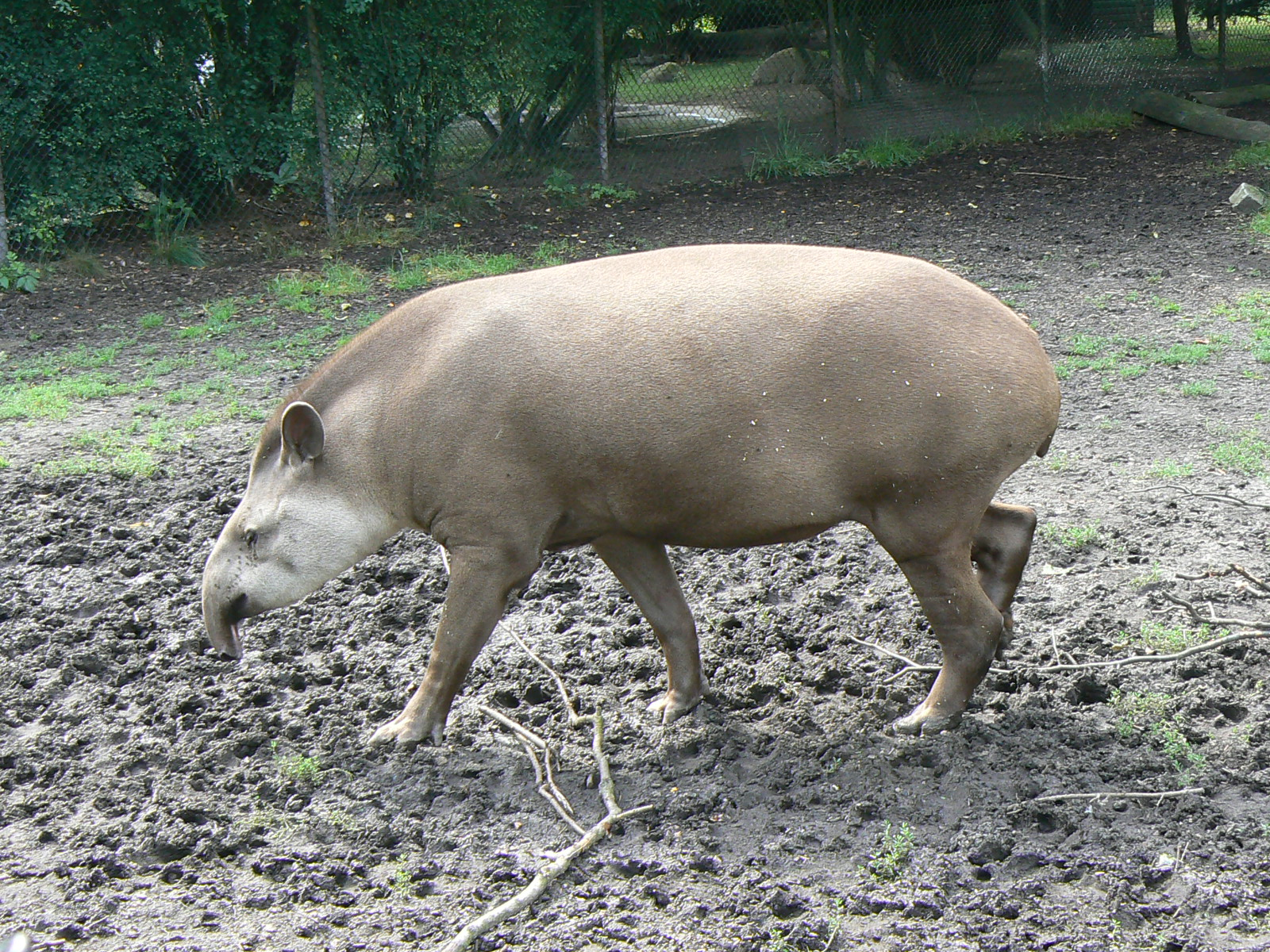
Låglandstapir och de andra tapirerna har liksom elefanten en snabel.

Antalet tår är beroende på familj. Tapirer har fyra tår vid de främre extremiteterna, men den fjärde är bara rudimentär, och tre tår vid de bakre. Dagens noshörningar har tre tår på både fram- och bakfötterna och hästdjur har bara en tå. Den mellersta tån motsvarar den tredje tån hos ursprungliga däggdjur och är alltid den kraftigaste (eller enda) tån. Fötterna är täckta av hovar men det är endast hos hästdjuren som hoven omsluter tån nästan helt. Hos noshörningar och tapirer sitter hoven enbart på tåns främre del och tåns undersida är mjuk – noshörningar har dessutom mjuka trampdynor.
Armbågsbenet och vadbenet är förminskade. Hos hästdjur är dessa ben dessutom delvis sammanvuxna med strålbenet eller skenbenet. Ett kännetecknande särdrag, som skiljer de uddatåiga hovdjuren från andra däggdjur, är deras sadelformiga led mellan språngben (talus) och båtben (naviculare), vilket minskar fotens rörlighet. Låren är jämförelsevis korta och nyckelben saknas.

### Skalle och tänder
De uddatåiga hovdjurens långsträckta huvud beror främst på den långa överkäken. Nosens form styrs av intermaxillärknotans (Os incisivum eller Os intermaxillare) konstruktion, som skiljer sig mellan ordningens familjer. Tårbenet har en knöl som skjuter in i ögonhålan. Ett annat kännetecken är den breda kontakten mellan tårbenet och näsbenet. Även undre käken är förstorad, särskilt hos gräsätande arter, så att hela käkpartiet får ett massivt utseende.
Noshörningen har ett eller två horn som inte består av benvävnad, som hos partåiga hovdjur, utan av tätt packat keratin.
Tändernas antal och konstruktion är inte enhetlig och beror på födan. Fram- och hörntänder kan vara små eller helt saknas. Till exempel saknar afrikanska noshörningar hörntänder och hos hästdjur har vanligen bara hannar hörntänder. På grund av den långa överkäken ligger mellan framtänderna och kindtänderna en större lucka (diastema). Premolarer (tre eller fyra per käkhalva) och molarer (tre per käkhalva) är vanligen enhetligt uppbyggda. Bestämmande för kindtändernas form är födan, som består av antingen hårt gräs eller mjuka blad.
Tandformeln för de uddatåiga hovdjuren är I 0-3/0-3 C 0-1/0-1 P 3-4/3-4 M 3/3.

### Inre organ
De uddatåiga hovdjurens mag- och tarmsystem skiljer sig mycket från motsvarande kroppsdelar hos de partåiga hovdjuren. Hos arterna i ordningen Perissodactyla sker ämnesomsättningen, ungefär som hos gnagare, till största delen i tjocktarmen. Magsäcken är enkelt uppbyggd och består av ett enda segment. Födans fermentering (ofullständig oxidation av organiska föreningar) äger rum i den särskilt stora blindtarmen (hos hästdjur upptar den upp till 90 liter) eller i andra delar av tjocktarmen. Själva tarmen är mycket lång (hos hästdjur upp till 26 meter). Dessa däggdjur tillgodogör sig bara en liten del av den föda de intar. Troligtvis är det anledningen till att inga små arter finns kvar. Stora djur behöver mindre föda per kilogram kroppsvikt och de förbrukar inte lika mycket värme som mindre djur.
Honorna har ursprungligen två livmödrar. Hannarnas testiklar ligger hos tapirer och noshörningar inne i ljumsken, bara hästdjur har ett scrotum.
Honans spenar ligger vid ljumsken och hannar saknar ett penisben.

## Utbredning

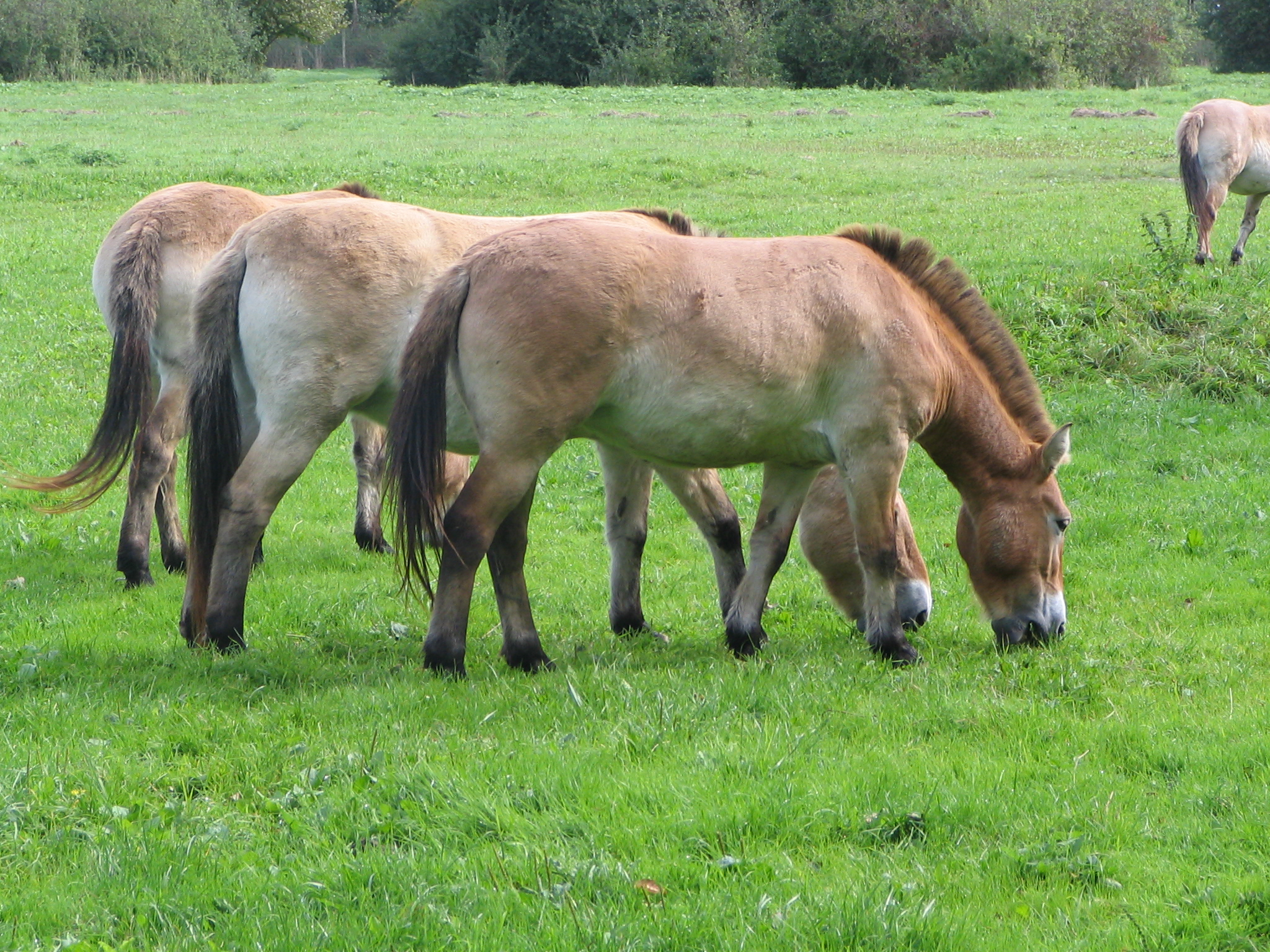
Przewalskihästen, som är den enda kvarlevande underarten av vildhästen, har liksom de flesta andra uddatåiga hovdjuren ett minskat utbredningsområde.

Utbredningsområdet av de vilda uddatåiga hovdjuren omfattar i dag bara en liten del av det ursprungliga området, som täckte nästan hela jorden. Nu för tiden förekommer arterna i Central- och Sydamerika, i östra och södra Afrika samt i centrala, södra och sydöstra Asien. I Nordamerika dog ordningen ut för cirka 10 000 år sedan. I Europa var Tarpan den sista medlem av ordningen som försvann under 1800-talet. På grund av jakt och förstörelse av levnadsområdet har även dagens arter en begränsad utbredning. Å andra sidan infördes tamhästar och tama åsnor av människan i främmande regioner. Förvildade individer av dessa två arter lever i dag även i regioner där de ursprungligen inte hörde hemma, bland annat i Australien.

## Levnadssätt och föda
Arternas levnadssätt skiljer sig beroende på utbredningsområde. Oftast är de aktiva mellan skymningen och gryningen. Tapirer lever ensamma och vistas i tropisk regnskog eller andra skogar. Även de flesta noshörningar lever ensamma. De förekommer antingen på Afrikas savanner eller i Asiens våta sump- och träskmarker. Hästdjur lever i öppna landskap som gräsmark, stäpper eller halvöknar. Uddatåiga hovdjur är uteslutande växtätare som livnär sig bland annat av gräs, blad och andra växtdelar. Medan hästdjur och trubbnoshörning föredrar gräs, äter tapirer och de andra noshörningarna främst blad.

## Fortplantning och livslängd

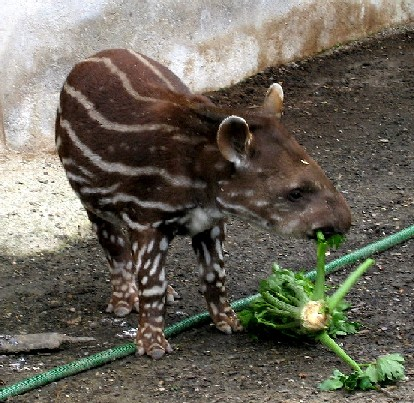
Ungdjur av låglandstapir.

Uddatåiga hovdjur kännetecknas av en lång dräktighetstid och ett fåtal ungar per kull, vanligen föds bara ett ungdjur åt gången. Dräktigheten varar i 330 till 500 dagar och är längst hos noshörningar. Nyfödda individer är borymmare. Hos hästdjur och noshörningar kan ungarna gå efter några få timmar och endast tapirungar lever sina första dagar på ett skyddat ställe.
Ungar dias över en jämförelsevis lång tid, ofta fram till andra levnadsåret. De blir könsmogna efter två till åtta år. Under goda förhållanden lever djuren i ordningen länge. Vissa individer som vårdats av människor har blivit nästan 50 år gamla.

## Systematik

### Yttre systematik
Traditionellt sammanfattades uddatåiga hovdjur med partåiga hovdjur, hyraxar och elefantdjur till en grupp med namnet hovdjur (Ungulata). Det antogs att de uddatåiga hovdjuren var nära släktingar till hyraxarna. Likheter finns bland annat i konstruktionen av örat, av karotisblodkärlen (Arteria carotis communis) och av tårna.
Till följd av resultaten från moderna molekylärgenetiska undersökningar är gruppen hovdjur omstridd. Troligtvis är gruppen polyfyletisk och likheterna beror på konvergent evolution istället för släktskap till en gemensam anfader. Elefantdjur och hyraxar räknas vanligen till överordningen Afrotheria, de är alltså bara på långt håll släkt med de uddatåiga hovdjuren. De sistnämnda listas i överordningen Laurasiatheria, som hade sitt ursprung på kontinenten Laurasien. De nämnda genetiska studierna tyder på att uddatåiga hovdjur utgör systergruppen till ett taxon med namnet Ferae, som bildas av rovdjur och myrkottar. Den gemensamma systematiska gruppen betecknas ofta som Zooamata.
Ett möjligt kladogram som visar ställningen av de uddatåiga hovdjuren i gruppen Laurasiatheria visas nedan:
```
  
Laurasiatheria

    ├─ 
Äkta insektsätare
 (Eulipotyphla)
    └─ 
Scrotifera

        ├─ 
Fladdermöss
 (Chiroptera)
        └─ 
Fereuungulata

            ├─ 
Cetartiodactyla
 (
Partåiga hovdjur
 och 
Valar
)
            └─ 
Zooamata

                ├─ 
Uddatåiga hovdjur
 (Perissodactyla)
                └─ 
Ferae

                    ├─ 
Myrkottar
 (Pholidota)
                    └─ 
Rovdjur
 (Carnivora)
```

Det är inte klarlagt om Zooamata är systergruppen till Cetartiodactyla (som i diagrammet) eller till fladdermössen (Chiroptera). Den senare varianten förespråkas av en japansk forskargrupp.

### Inre systematik

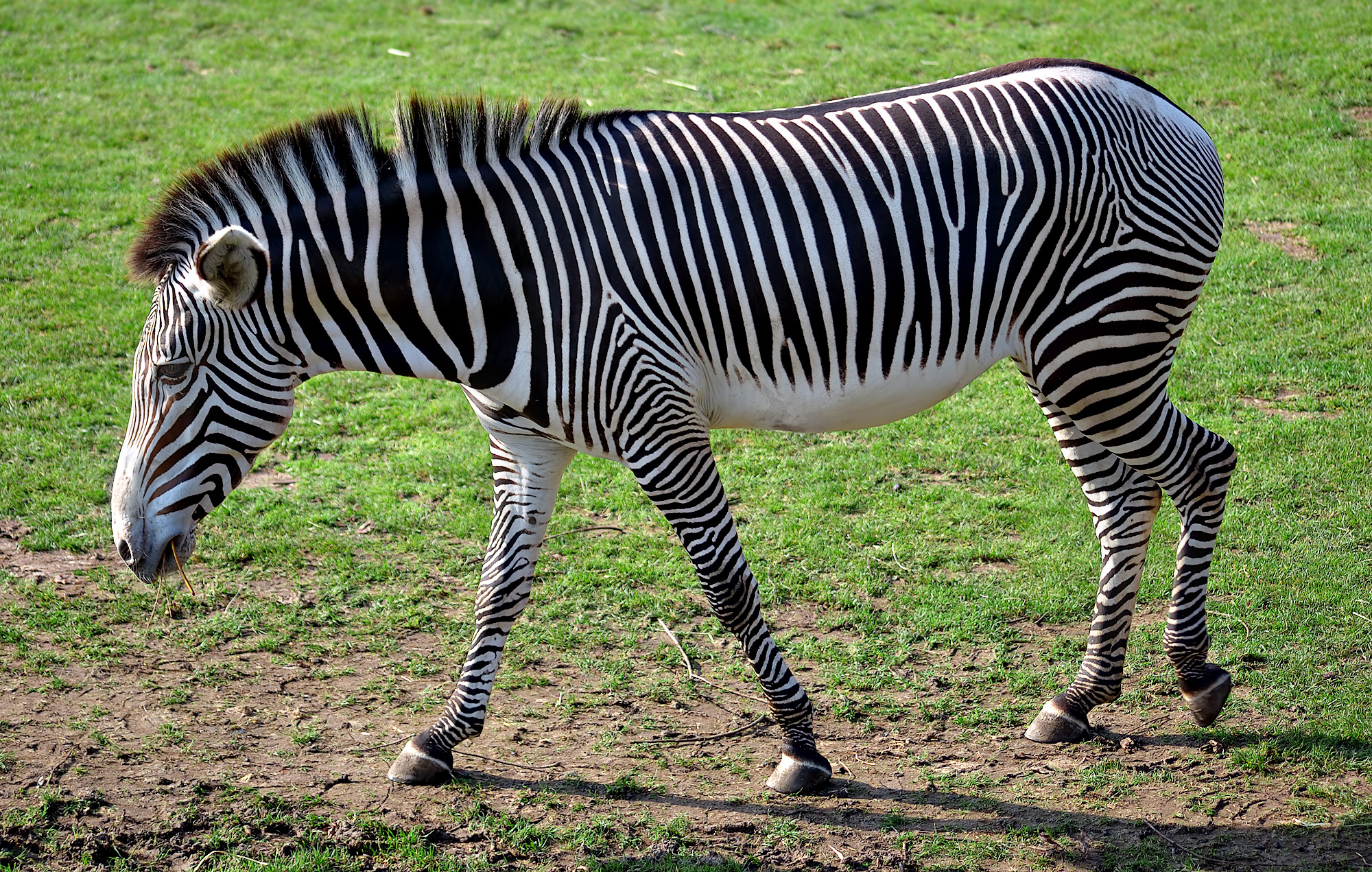
Grevyzebra är en av de tre arter som kallas zebra.

Uddatåiga hovdjur är uppdelade i två underordningar vilka i dagsläget innehåller totalt tre familjer. Inom gruppen hästdjur är antalet arter omstritt. Nedanstående uppdelning är den som listas i Catalogue of Life. 
- Hästdjur (Equidae)
  - Burchells zebra (Equus burchellii)
  - Häst (Equus caballus)
  - Equus onager
  - Afrikansk vildåsna (Equus asinus) med den domesticerade tama åsnan som underart
  - Halvåsna (Equus hemionus) vissa underarter som onager och kulan listas ibland som självständiga arter
  - Kiang (Equus kiang)
  - Stäppzebra (Equus quagga), den utdöda kvaggan räknas vanligen som underart till stäppzebran men klassificeringen är omstridd
  - Grevyzebra (Equus grevyi)
  - Bergzebra (Equus zebra)
- Noshörningar (Rhinocerotidae)
  - Sumatranoshörning (Dicerorhinus sumatrensis)
  - Indisk pansarnoshörning (Rhinoceros unicornis)
  - Javanoshörning (Rhinoceros sondaicus)
  - Spetsnoshörning (Diceros bicornis)
  - Trubbnoshörning (Ceratotherium simum)
- Tapirer (Tapiridae)
  - Schabraktapir (Tapirus indicus)
  - Låglandstapir (Tapirus terrestris)
  - Bergstapir (Tapirus pinchaque)
  - Centralamerikansk tapir (Tapirus bairdii)

### Utvecklingshistoria och utdöda medlemmar

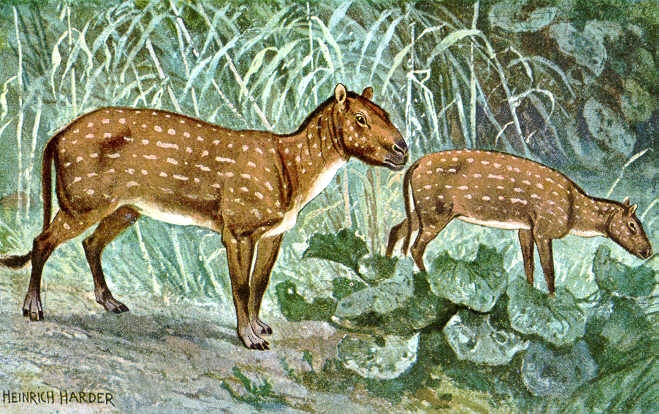
Hyracotherium var en av de tidigaste släktingarna till hästdjuren.

Ordningens utvecklingshistoria bekräftas relativt bra med ett flertal fossil. Tack vare dessa fynd är det känt hur gruppen delade sig i många undergrupper med mycket olikartade utseenden. De äldsta kända fossilen hittades i Nordamerika och Europa och dateras till eocen. Redan under tidig eocen delades gruppen i olika linjer, men de skiljde sig inte så tydligt till det yttre. Till exempel var Hyracotherium, som räknas till de tidigaste hästliknande djuren, ganska lik släktet Hyrachyius, som tillskrivs den linje som blev noshörningar. Bägge var i jämförelse med nyare arter små och åt troligen löv i skogen. Ordningens blomstringstid med många olika arter och former sträckte sig från eocen till miocen. Uddatåiga hovdjur fanns då över nästan hela jorden med undantag av Australien, Antarktis och Sydamerika. Till den sydamerikanska kontinenten kom ordningen först efter uppkomsten av Panamanäset under pliocen.
Under mellersta miocen hamnade ordningen på tillbakagång. Förklaringen till detta anses ofta vara att idisslarna, som upptar samma ekologiska nisch och som har en mera avancerad ämnesomsättning, vann framgång. Trots detta fanns det dock flera uddatåiga hovdjur kvar som levde sida vid sida med idisslarna. Vid slutet av pleistocen ägde ett massutdöende av stora däggdjur rum, vilket blev slutet för vissa uddatåiga hovdjur. Bland annat försvann hästarna för 10 000 år sedan i Nord- och Sydamerika och även den ullhåriga noshörningen dog ut. Som möjlig orsak diskuteras människans jakt, klimatförändringar vid slutet av istiden eller en kombination av dessa.
Några av de viktigaste utvecklingslinjerna bland uddatåiga hovdjur listas nedan:
- Familjen Brontotheriidae eller Titanotheriidae med det väl kända släktet Brontotherium tillhör de äldsta kända jättedäggdjuren. De hade ett horn av benvävnad på nosen och var utrustade med kindtänder som var lämpliga för mjuka växtdelar. Gruppen, som nästan helt var begränsade till Nordamerika och Asien, dog ut vid början av oligocen.
- Palaeotheriidae var en familj som tillhör samma linje som hästdjuren (Equidae). Denna familj, som innefattade bland annat det nämnda släktet Hyracotherium, dog ut under oligocen. Hästdjuren, som är den andra familjen i gruppen Hippomorpha, fortsatte sin utveckling. Till följd av de upphittade fossilen är det känt hur medlemmarna i Hippomorpha förlorade sina tår, hur de fick länge extremiteter och hur deras tänder blev användbara för hårdare föda som gräs.

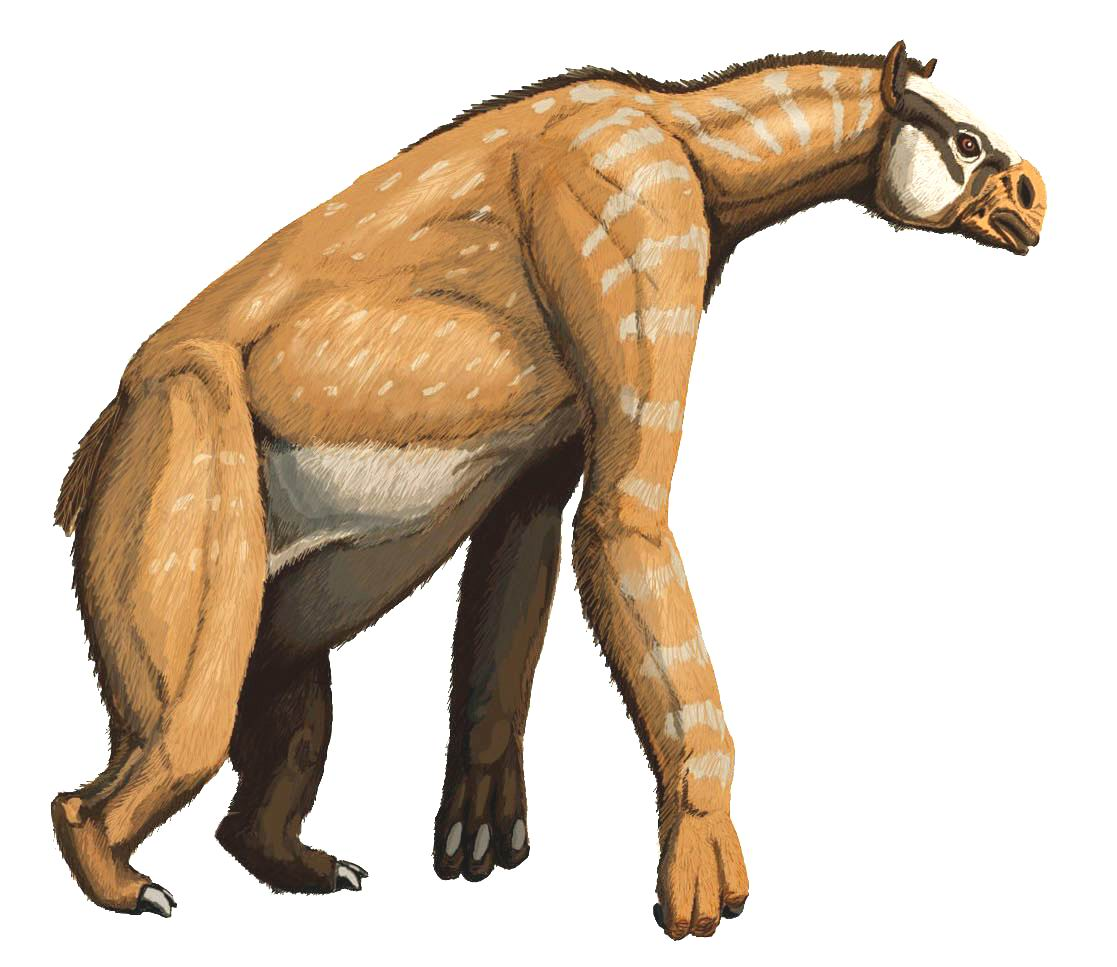
Rekonstruktion av Anisodon grande (tidigare Chalicotherium grande) som tillhör gruppen Ancylopoda.

- Medlemmar i gruppen Ancylopoda utvecklade klor istället för hovar och hade mycket långa främre extremiteter[2]. Släktet Chalicotherium, som räknas till familjen Chalicotheriidae, levde fram till pleistocen.
- I noshörningarnas utvecklingslinje fanns mellan eocen och oligocen många arter som skiljde sig mycket från dagens arter. Det fanns bland annat bladätare som var ungefär av hundstorlek, arter som delvis levde i vatten (familjen Amynodontidae) och stora arter med lång hals (till exempel Paraceratherium) – bara ett fåtal av dessa hade horn på nosen. Släktet Hyrachyus tros vara noshörningarnas och tapirernas anfader. De egentliga noshörningarna (Rhinocerotidae) uppkom under sen eocen eller tidig oligocen. Av familjen finns fem arter kvar.
- Tapirernas linje (Tapiroidea) hade under eocen det största antalet arter. Flera olika släkten levde i Eurasien och Nordamerika. Dagens tapirer påminner bäst om sina tidigare släktingars utseende. Påfallande är utvecklingen av en snabel. Av utdöda familjer kan nämnas Helaletidae och Lophiodontidae.

Hur de nämnda grupperna är släkt med varandra är inte helt klarlagt. Zoologerna är ganska ense om att utvecklingslinjen med familjen Brontotheriidae utgör systergruppen till alla övriga uddatåiga hovdjur. Att noshörningar och tapirer är närmare släkt med varandra än med hästdjuren betvivlas sällan. Ett möjligt kladogram enligt Hooker & Dashzeveg (2004) visas här:
```
Perissodactyla (Uddatåiga hovdjur)
   ├─ 
Brontotheria
 †
   └─ Lophodontomorpha
        ├─ 
Ancylopoda
 †
        └─ Euperissodactyla
            ├─ Hippomorpha
            │   ├─ 
Palaeotheriidae
 †
            │   └─ 
Hästdjur
 (Equidae)
            └─ Ceratomorpha
                ├─ Rhinoceratoidea
                │    ├─ 
Amynodontidae
 †
                │    ├─ 
Hyracodontidae
 †
                │    └─ 
Noshörningar
 (Rhinocerotidae)
                └─ Tapiroidea
                     ├─ 
Helaletidae
 †
                     ├─ 
Lophiodontidae
 †
                     └─ 
Tapirer
 (Tapiridae)
```

## Uddatåiga hovdjur och människor

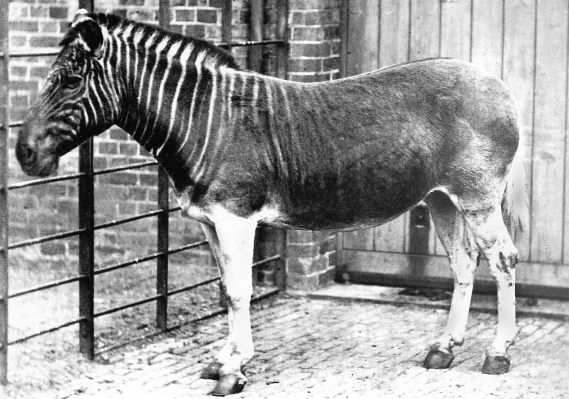
Kvaggan dog ut vid slutet av 1800-talet

Hästen och åsnan används av människan som rid-, arbets- och lastdjur och de har därför spelat en betydande roll i människans historia. Domesticeringen av de båda arterna påbörjades redan 5 000 respektive 4 000 år före Kristus. I västvärlden sker jordbruket i dag främst med motordrivna maskiner och på vägarna används främst bilar. Där hålls hästar och åsnor främst som sällskapsdjur eller för sportens skull. I regioner där den tekniska utvecklingen inte kommit lika långt har dessa djur dock ännu en omfattande utbredning. I viss utsträckning har hästar och åsnor hållits för köttets eller mjölkens skull.
I motsats till dessa två arter har populationerna av de övriga uddatåiga hovdjuren minskat dramatiskt. Orsaken är jakt och förstörelse av levnadsområdet. Kvaggan och andra hästdjur utrotades under 1800-talet. IUCN listar fem arter, Przewalskihästen, afrikansk vildåsna, Sumatranoshörning, Javanoshörning och spetsnoshörning som akut hotade (critically endangered). Ytterligare tre arter, Grevyzebra, bergstapir och centralamerikansk tapir räknas som starkt hotade (endangered).